# Adriatica Ionica Race
De Adriatica Ionica Race is een meerdaagse wielerwedstrijd in Italië.
De wedstrijd wordt georganiseerd sinds 2018 en maakt deel uit van het Europese continentale circuit van de UCI, de UCI Europe Tour. In deze competitie is de Adriatica Ionica Race geklasseerd als een wedstrijd van de 2.1-categorie. De wedstrijd wordt georganiseerd door de ASD Sport Union.

## Overwinningen per land
| Overwinningen | Land               |
| ------------- | ------------------ |
| 2             | Italië             |
| 1             | Colombia, Oekraïne |

2005 · 
2006 · 
2007 · 
2008 · 
2009 · 
2010 · 
2011 · 
2012 · 
2013 · 
2014 · 
2015 · 
2016 · 
2017 ·
2018 ·
2019 ·
2020 ·
2021 ·
2022 ·
2023 ·
2024 ·
2025
Belangrijkste etappewedstrijden

Internationaal Wegcriterium · Driedaagse Brugge-De Panne · Ronde van de Alpen · Vierdaagse van Duinkerke · Ronde van Beieren · Ronde van Noorwegen · Ronde van België · Ronde van Luxemburg · Ronde van Oostenrijk · Ronde van Wallonië · Ronde van Burgos · Ronde van Denemarken · Arctic Race of Norway · Ronde van Groot-Brittannië
Belangrijkste eendaagse wedstrijden

Trofeo Laigueglia · GP Lugano · GP Nobili Rubinetterie · Dwars door Vlaanderen · Scheldeprijs · Brabantse Pijl · GP Kanton Aargau · Brussels Cycling Classic · GP Fourmies · Primus Classic Impanis-Van Petegem · Ronde van de Drie Valleien · Milaan-Turijn · Ronde van Piemonte · Ronde van het Münsterland · Ronde van Emilia · Parijs-Tours · GP Bruno Beghelli